# إغواء الطالب
إغواء الطالب هو فيلم تلفزيوني صدر عام 2003 من إخراج بيتر سفاتيك وبطولة إليزابيث بيركلي وكوري سيفير وريك روبرتس. عُرض الفيلم لأول مرة في لايف تايم في 5 مايو 2003.

## القصة
كريستي داوسون (إليزابيث بيركلي) هي معلمة كيمياء محبوبة في المدرسة الثانوية وهي ملتزمة بطلابها ومتحمسة لعملها. يحتاج أحد طلابها جوش جاينز (كوري سيفر) إلى المساعدة في تحسين درجاته فتبدي استعدادها التام للمساعدة. يقضي كريستي وجوش وقتًا رائعًا ويخرجان لتناول البرجر بعد ذلك مما يثير استياء الطلاب والمدرسين الآخرين. تتهم كريستي بالاعتداء الجنسي على أحد طلابها بينما تدافع عن نفسها بأنها غير مذنبة.

## طاقم
- إليزابيث بيركلي - كريستي داوسون
- كوري سيفير - جوش جاينز
- ريك روبرتس - درو داوسون
- سارة ألين - جينا هوبسون
- سارة سميث - مونيكا كوريلي
- كارين روبنسون - لورين بويل
- برونوين مانتيل - هيلين ديفيس
- ستيف آدامز - ديت. بولانسكي

## روابط خارجية
- الموقع الرسمي